# ノブ・マッカーシー
ノブ・マッカーシー（Nobu McCarthy、1934年11月13日 - 2002年4月6日）は、カナダ、オンタリオ州オタワ生まれの日系人女優、舞台監督、モデルである。出生名：渥美 延（あつみ のぶ）。

## 来歴
外交官だった父親とファッションデザイナーであった母親の元、オンタリオ州オタワで生まれた。その後日本へ移り、幼い頃からバレエを習い始める。モデルとしても活動した経験があり、“ミス・東京”に選ばれたこともある。その後、1955年に米軍の軍人だったデイヴィッド・マッカーシーと結婚し、アメリカへ移る。

### 映画人として
米国へ移り住んだ後、ロサンゼルスのリトル東京で買い物をしていた時に、タレント・エージェントにスカウトされて1958年にジェリー・ルイス主演の「底抜け慰問屋行ったり来たり」（原題：Geisha Boy）で映画デビューを果たす。その後も精力的に小さい役柄ではあったが、映画とテレビの仕事を続けた。私生活でも2人の子供をもうけたが、1970年にデイヴィッドと離婚している。
1971年にノブは、マコ岩松主宰のロサンゼルスのアジア系アメリカ人の俳優の劇団「イースト・ウェスト・プレイヤーズ」に参加。テレビ映画やテレビなどでも徐々に役柄が大きくなり、1986年に私生活の友達でもあったパット・モリタと共演した「ベスト・キッド2」ではモリタの助演として堂々とした存在感を見せていた。1993年には「突入せよ! あさま山荘事件」で知られる原田眞人監督、木村一八主演の「ペインテッド・デザート」で助演した。
演劇人として1988年に出演したインディーズ映画の「The Wash」では、#REDIRECT インディペンデント・スピリット賞にノミネートされ、「イースト・ウェスト・プレイヤーズ」では美術監督に就いた。1996年には同劇団から生涯功労賞を受賞。1998年8月には、評伝『駆け落ち　元トップモデル渥美延の選択』（吉村俊作、東京新聞出版局）が出版された。
2002年に、ブラジルで「Gaijin2」（タムリン・トミタ主演、公開は2004年）の撮影中に大動脈瘤のために死去。67歳だった。

## 出演作品

### 映画
- 底抜け慰問屋行ったり来たり Geisha Boy (1958)
- 追撃機 The Hunters (1958)
- 野獣部隊 Five Gates to Hell (1959)
- Wake Me When It's Over (1960)
- Walk Like a Dragon (1960)
- マンハッタン物語 Love with the Proper Stranger (1963)
- マンザナールよさらば Farewell to Manzanar (1976) ※テレビ映画
- ベスト・キッド2 Karate Kid, Part 2 (1986)
- The Wash (1988)
- パシフィック・ハイツ Pacific Heights (1990)
- ペインテッド・デザート Painted Desert (1993)
- Last Chance (1999)
- Gaijin Ama-me Como Sou (2005)

### テレビドラマ
- プレイハウス90 Playhouse 90 (1959)
- ペリー・メイスン Perry Mason (1959, 1965)
- 0088/ワイルド・ウエスト The Wild Wild West (1966)
- ターザン Tarzan (1967)
- 0011ナポレオン・ソロ The Man from U.N.C.L.E. (1967)
- バットマン Batman (1968)
- 恋愛専科 Love, American Style (1969, 1970)
- 燃えよ! カンフー Kung Fu (1973)
- ハッピーデイズ Happy Days (1976)
- ハワイ5-0 Hawaii Five-O (1978)
- Dr.刑事クインシー Quincy M.E. (1979)
- アーノルド坊やは人気者 Different Strokes (1982)
- パトカーアダム30 T.J. Hooker (1986)
- ラブ・ボート The Love Boat (1980, 1983)
- 私立探偵マグナム Magnum, P.I. (1987)
- チャイナ・ビーチ China Beach (1990)

### テレビ番組
- トレイシー・ウルマン・ショー Tracey Ullman Show (1988)
- ハリウッドの光のかげに 日系俳優マコの50年 (RKB毎日放送制作・インタビュー) (1994)